# Stubbins
Stubbins – wieś w Anglii, w hrabstwie Lancashire, w dystrykcie Rossendale. Leży 22 km na północ od miasta Manchester i 281 km na północny zachód od Londynu.